# Title IX
Title IX är en amerikansk lag från 1972, "Public Law No. 92‑318, 86 Stat. 235" (23 juni 1972). Den säger 
| ” | Ingen person i USA skall, baserat på kön, uteslutas från deltagande, förnekas rättigheter, eller utsättas för diskriminering i utbildningsprogram eller aktivitet som får federalt ekonomiskt stöd... | „ |

## Historia

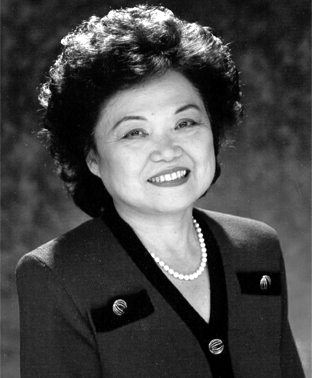
Representhusets Patsy Mink.

När Civil Rights Act of 1964 antogs ville man få ett slut på diskriminering efter religion, ras, hudfärg eller nationellt ursprung. Denna lag stärkte också kvinnorörelsen, som gått tillbaka något efter att kvinnlig rösträtt införts 1920. Fastän lagen i dag mest är känd för sin betydelse för idrotten på high school och college, nämner originaltexten inget om sport.